# Oceanobdella sexoculata
Oceanobdella sexoculata is een ringworm uit de familie van de Piscicolidae. De wetenschappelijke naam van de soort is voor het eerst geldig gepubliceerd in 1863 door Malm.